# Сквер Амира Тимура
Сквер Ами́ра Тему́ра (узб. Amir Temur xiyoboni) — сквер в центре Ташкента, с памятником полководцу XIV века Амиру Темуру, а также дорожками и деревьями вокруг него. Нынешний облик приобрел после обширной реконструкции в 1993 году советского сквера, носившего название Сквер Революции, а в дореволюционный период на этом месте располагался Константиновский сквер. 

## Дореволюционная история сквера
Первоначально на месте сквера была так называемая Константиновская площадь, по своим размерам превосходившая другие площади города. Эта площадь была не мощеная, а поэтому пыльная в сухую погоду и грязная во время дождя.
В основу распланировки сквера архитектором была положена идея пересечения в его центре двух больших проспектов — Кауфманского и Московского, которые делили территорию сквера на четыре части и проходили через него насквозь. В то же время, вокруг сквера проходила дорога, в которую вливались все остальные. Все четыре части были покрыты сеткой пешеходных тенистых аллей, очень рациональных и учитывающих движение пешеходов, пересекающих сквер в различных направлениях.
Следует заметить, что эти две улицы, на перекрестке которых был и заложен сквер, повторяли древние торговые пути, сложившиеся в окрестностях города ещё много сотен лет назад. Московский проспект являлся отрезком караванного пути в Кашгар и далее в Китай — Великого Шёлкового Пути, шедшего от древнего города Чач (ныне городище Мингурюк, расположенное всего в полутора километров от нынешнего сквера на продолжении бывшего Московского проспекта в сторону реки Салар), а Кауфмановский проспект являлся отрезком дороги, ведущий от городской цитадели старого Ташкента через Куйлюк и через броды реки Чирчик в сторону Коканда, и тоже являвшимся отрезком старого караванного пути. Таким образом, можно предположить, что окрестность этого перекрестка издревле представляла собой своеобразное культовое место.
Инициатором строительства сквера был Михаил Черняев, а автором проекта являлся архитектор Николай Ульянов. В сквере первоначально находилась могила генерал-губернатора Туркестанского края — Константинa Кауфмана, скончавшегося в мае 1882 года в Ташкенте.
Вокруг сквера располагались здания мужской и женской гимназий, здание государственного банка, учительской семинарии. Причем здания мужской и женской гимназий и банка в почти неизменном виде (в тридцатых годах XX века оба здания гимназий были надстроены и стали трехэтажными) сохранились до нашего времени.
В 1901 году проходила «Туркестанская выставка в Ташкенте», которая проводилась в том числе и в Константиновском сквере. Для выставки было построено несколько павильонов в восточном стиле, один такой павильон «в мавританском стиле», построенный по проекту архитектора А. Л. Бенуа, выдержавший даже сильное землетрясение 1966 года, был переоборудован в павильон по продаже цветов и сохранялся в центре сквера до последнего времени.
17 ноября 1910 года в центре перекрещивания Кауфманского и Московского проспектов было произведено освящение места и сделана закладка памятника Константина Кауфману, в присутствии всех высших властей, войск, учащихся и многих других жителей города.
Деньги на памятник собирали по подписке, собрали более 80 тыс. рублей. Академия Художеств объявила конкурс на проект памятника «Ген. Кауфману и войскам, покорившим Среднюю Азию».
4 мая 1913 года в центре сквера, где перекрещивались Московский и Кауфманский проспекты, был установлен по проекту И. Г. Шлейфера многофигурный памятник первому туркестанскому генерал-губернатору Константину Кауфману. Постамент украшали фигура орла о двух, глядящих в разные стороны, головах на двух шеях и бронзовые доски, надпись на главной из которых гласила: «Константину Петровичу фон Кауфману и войскам, покорившим Среднюю Азию». Сквер получил название Кауфманский сквер.

## Сквер в советское время
После революции 1917 года памятник Константину Кауфману был демонтирован летом 1919 года, однако гранитный постамент, на котором находился памятник, остался. На постамент водрузили знамя, а вокруг установили пушки, отбитые в крепости во время октябрьских событий. Эта «композиция» была названа «памятником борцам революции», а сам сквер получил в 1918 году название сквер имени Марии Спиридоновой", вскоре заменённое названием сквер Революции.
В 1919–1926 годах на гранитный постамент был установлен новый памятник в модном тогда стиле конструктивизма — «Серп и молот», являвшийся одновременно трибуной для выступления ораторов на митингах.
К десятилетию революции в 1927 году здесь появилась колонна с куполом и надписью на двух языках: «Октябрь — маяк мировой революции. 1917—1927». На узбекском языке надпись была выполнена арабским шрифтом, поэтому в 1929 году после перевода узбекского языка сначала на латиницу, а потом на кириллицу, колонну с надписью арабским шрифтом пришлось убрать.
Весной 1930 года на месте колонны был на очень короткое время установлен агитационный комплекс с бюстом Владимира Ленина и призывом «Пятилетку в 4 года!»
С начала 30-х годов XX века центр сквера продолжал занимать гранитный постамент бывшего памятника в окружении крепостных орудий.
В 1935 году было решено постамент из центра сквера убрать и вновь превратить сквер в проезжий перекресток двух улиц, которые к тому времени стали называться Энгельса (Московский проспект) и Карла Маркса (Кауфманский проспект).
В конце 40-х годов, когда в СССР отмечали юбилей Иосифа Сталина, в центре сквера Революции на гранитном постаменте был опять поставлен памятник — теперь уже руководителю СССР — Сталину, работы известного скульптора Меркурова.
В 50-х годах была проведена значительная реконструкция как самого сквера, так и окружающих его зданий.
После XXII съезда КПСС, прошедшего в октябре 1961 года, когда было решено демонтировать все памятники Сталину, памятник с постамента убрали, а сам постамент было решено использовать для памятной стелы со словами из новой Программы КПСС на двух языках, в связи с этим монумент в центре сквера получил в народе название «Русско-узбекский словарь».
В 1968 году было вновь решено установить в центре города памятник, связанный с коммунистической, революционной тематикой. Для этого властями был выбран Карл Маркс, имя которого носила улица, проходящая через сквер. По проекту Рябичева здесь был установлен весьма оригинальный памятник основоположнику коммунистической идеологии — гранитный факел с развивающимся бронзовым пламенем в виде головы Карла Маркса. Многим тогда казалось, что наконец-то сквер принял законченный устоявшийся вид, который сохранится надолго.
Сквер являлся привлекательным местом отдыха горожан. Здесь в 1961 году было открыто знаменитое кафе (ресторан) «Дружба», построенное в модном тогда стиле «бетон — стекло», а также несколько кафе мороженых, основным из которых было кафе «Снежок», в которых в выходные и праздничные дни ело мороженое не одно поколение маленьких ташкентцев, а их родители могли выпить здесь по бокалу прекрасного сухого вина, произведенного узбекскими виноделами, стакану свежего фруктового сока или ташкентской минеральной воды — одной из лучших в своем классе столовых минеральных вод.
Своим центральным положением сквер привлекал внимание и людей, желающих выразить свои политические симпатии или требования по тем или иным поводам. Здесь в двадцатые и тридцатые годы не раз проводились коммунистические митинги, а с конца 1960-х годов в сквере несколько раз проводили свои митинги, несанкционированные властями, крымские татары, требующие отменить запрет на их возвращение в Крым после их депортации Сталиным в 1944 году.
Сквер своим центральным удобным расположением, а также наличием кафе-ресторана, работающего до позднего вечера, привлекал внимание и всякого рода «золотой» молодежи и криминального элемента, собиравшихся c 1960 по 1980-е годы вечером на скамейках его аллей, для поиска потенциальных клиентов.

## Современное состояние
На фоне декоммунизации, в 1993 году памятник Карлу Марксу был демонтирован как не отвечающий идеологии нового государства.
31 августа 1994 года, накануне третьей годовщины независимости Узбекистана сквер был переименован в сквер Амира Темура, а в его центре был открыт новый памятник скульптора Ильхома Джаббарова — бронзовый конный монумент Тамерлану — великому полководцу эпохи средневековья. Присутствовавший на его открытии президент Узбекистана Ислам Каримов выступил с речью, в которой сказал: «Наш народ, на протяжении долгих лет находившийся в колониальных тисках, был лишен возможности почитать своего великого соотечественника, воздать должное его историческим заслугам».
С целью борьбы с такими пороками, как проституция и праздное времяпрепровождение, в сквере городскими властями были ликвидированы все питейно-развлекательные заведения, находившееся в нём, — кафе «Дружба» и несколько кафе-мороженых, а также павильон по продаже цветов — «Мавританский павильон».
В 2009 году в провели комплексные мероприятия по реконструкции сквера, проложили новые дорожки, установили скамейки и заменили освещение, а также были вырублены старые деревья, многие из которых насчитывали более 100 лет, вместо них были высажены новые . Было решено расширить дорогу перед Юридическим институтом (здание бывшей Женской гимназии), а на месте отеля «Пойтахт» построить административное здание, в связи с этим пришлось снести здание бывшей церкви Ташкентской учительской семинарии, построенной в 1898 году по проекту архитектора Алексея Бенуа.
В 2010-х годах деревья подросли и в сквере вновь стали появляться гуляющие горожане.

## Изображения архитектурных достопримечательностей, окружавшие сквер в разное время
| Сквер. Кауфманский сквер Ташкента                         | Сквер. Вид Константиновского сквера. Ташкент (до 1890 года) | Сквер. Открытие памятника К. П. фон Кауфману. Ташкент, 4 мая 1913 года | Сквер. Сквер Карл Маркс 1977.jpg                                       |
| Сквер. Памятник Карлу Марксу. Ташкент, Сквер Революции    | Сквер. 1900 год. Здание первой ташкентской женской гимназии | Сквер. 1916 год. Здание первой ташкентской женской гимназии            | Сквер. 1900 год. Здание первой ташкентской мужской гимназии            |
| Сквер. 1916 год. Здание Ташкентской учительской семинарии | Сквер. 1916 год. Храм Святого Александра Невского           | Сквер. Здание филиала государственного банка                           | Сквер. Штаб Туркестанского военного округа у Константиновского сквера. |

## Изображения архитектурных достопримечательностей, окружающих сквер
| Сквер. Памятник Амиру Темуру            | Сквер. Станция метро Сквер Амира Темура | Сквер. Гостиница «Узбекистан» | Сквер. Дворец международных форумов |
| Сквер. Куранты                          | Сквер. Куранты                          | Сквер. Куранты                | Сквер. Новый бизнес-центр           |
| Сквер. Храм Святого Александра Невского | Сквер. Женская гимназия                 | Сквер. Мужская гимназия       | Сквер. Музей истории Тимуридов      |
| Сквер. Банк                             | Сквер. Банк                             |                               |                                     |